# 살아있는 령혼들
《살아있는 령혼들》(Souls Protest)은 북한에서 제작된 김춘송 감독의 2001년 드라마 영화이다. 김철 등이 주연으로 출연하였다.
나중에 이 영화는 2003년 전주국제영화제에서 상영되었다.

## 출연

### 주연
- 김철
- 리영호
- 정운모